# Кладония трухлявая
Кладо́ния трухля́вая (лат. Cladonia cariosa)  — вид лишайников рода Кладония (Cladonia) семейства Кладониевые (Cladoniaceae).

## Описание
Кустистый лишайник высотой 0,5—4 см. Таллом горизонтальный, состоящий из чешуек длиной 2—8 мм и 1—3 мм шириной серовато-белого цвета, которые собраны в дерновинки. Подеции 0,5—3 см длиной, цилиндрической формы, иногда немного сплюснутые, на концах шиловидные или тупые. В основаниях подециев имеются особые чешуйки  — филлокладии. Стенки подециев бороздчатые, соредиев не имеют. Коровый слой беловато-серого или серовато-зелёного цвета, состоит из ареол, бугорков, зёрнышек. Апотеции выпуклые, тёмно-коричневые, находятся на концах подеций. Пикнидии образуются на чешуйках либо в нижней части подециев.
Фотобионт  — одноклеточная зелёная водоросль Требуксия.

## Среда обитания и распространение
Обитает в смешанных лесах, светлых хвойных лесах, в расщелинах скал, на опушках, на песчаных и карбонатных почвах.
Встречается на всех континентах, кроме Антарктиды. В России распространён в европейской части и на Кавказе, в Сибири, Камчатке.

## Охранный статус
Вид занесён в Красную книгу Тульской области и Красную книгу Белгородской области. Растёт на территории ряда особо охраняемых природных территорий России.